# Nolella alta
Nolella alta är en mossdjursart som först beskrevs av James Barrie Kirkpatrick 1888.  Nolella alta ingår i släktet Nolella och familjen Nolellidae. Inga underarter finns listade i Catalogue of Life.